# 西俣町 (鹿児島市)
西俣町（にしまたちょう）は、鹿児島県鹿児島市の町。旧薩摩国日置郡郡山郷西俣村、日置郡郡山村大字西俣、日置郡郡山町大字西俣。郵便番号は891-1106。人口は495人、世帯数は258世帯（2020年4月1日現在）。

## 地理
鹿児島市の北西部、神之川上流域に位置している。町域の北方から西方にかけて郡山岳町、西方に有屋田町、南方に日置市伊集院町中川、東方に小山田町、郡山町にそれぞれ接している。
神之川に沿って南北に細長く延びる沖積平野が神之川沿いの東雪元から西俣にかけて形成されており、沖積平野に沿って集落が多く所在している。中央部には鹿児島県道40号伊集院蒲生溝辺線が東西に、北部には鹿児島県道36号川内郡山線が東西に通っている。

### 河川
- 神之川

### 山岳
- 鳶ヶ岡

## 歴史

### 西俣の成立と中世
西俣という地名は鎌倉時代より見え、薩摩国満家院のうちであった。西俣名とも称されていた。鎌倉時代の天福元年（1233年）「紀道房外二名連署契約状」に満家院西俣村と見え、この中で満家院司の大蔵永平娘（菩薩房）の息である栄尊（重賢）に西俣村などを付与されるように税所義祐ら満家院司を説得することが約された。寛元5年（1247年）には正式に菩薩房から栄尊に西俣村など5村が付与された。建長5年（1253年）には栄尊（重賢）から西俣などの惣領職が嫡子の祐範に、西俣名代官職が次男の弥三郎守忠に譲与された。「比志島系図」によれば弥三郎守忠はその後、西俣村を領して西俣氏を称した。西俣氏は居城として聖城（ひじりじょう）を西俣下に築城した。
南北朝時代には伊集院を治めていた伊集院氏の勢力が隣接する満家院にも及び、観応元年（1350年）に西俣城と郡山城が伊集院忠国によって攻撃され、西俣城は落城し、忠国領となった。四男義久の次男である伊集院忠房は有屋田氏を称し有屋田（現在の有屋田町）を支配し、西俣も伊集院氏によって支配され、それまで当地を治めていた西俣氏は有屋田氏の家臣となったという。その後宝徳2年（1450年）に伊集院氏が島津氏に追われ肥後に逃亡しその後当地も島津氏の支配地となった。

### 近世の西俣
江戸時代には薩摩国日置郡郡山郷（外城）のうちであった。村高は「天保郷帳」では746石余、「郡村高辻帳」には746石余、「三州御治世要覧」には759石余、「旧高旧領取調帳」では777石余、「郡山郷土史」では明治時代初期には777石余であった。豊臣秀吉の九州平定後の文禄4年（1595年）に西俣のうち136石余が禰寝氏の禰寝七郎に与えられた。
西俣村に置かれた薩摩藩の門割制度における門は20を超えていたとされる。明和6年（1769年）には西俣村において村検地が実施された。
明治時代になり、明治5年に大区小区制が公布され、これに伴い郡山郷の区域が第21大区となり西俣村は第6小区となった。1878年（明治11年）には西俣に小学校が設置されていたが、1885年（明治18年）に郡山小学（現在の鹿児島市立郡山小学校）に統合された。

### 町村制施行以降
1889年（明治22年）に町村制が施行されたのに伴い、それまで郡山郷を構成していた厚地村、東俣村、川田村、油須木村、郡山村、西俣村の6村を合併し日置郡郡山村が自治体として発足した。これに伴い、それまでの西俣村の区域は郡山村の大字「西俣」となった。1956年（昭和31年）には郡山村が町制施行し郡山町の大字となった。
2004年（平成16年）11月1日に郡山町が吉田町、松元町、喜入町、桜島町と共に鹿児島市に編入された。合併に際して設置された法定合併協議会である鹿児島地区合併協議会における協議によって、郡山町の区域の大字については「字の区域を廃止し、当該廃止された字の区域に相当する区域により新たに町の区域を設定し、その名称については表示案に基づき、各町の意向を尊重し合併までに調整するものとする」と協定された。
前述の協定に基づいて、合併前の10月26日に鹿児島県の告示である「 町の区域の設定及び字の廃止」が鹿児島県公報に掲載された。この告示の規定に基づき、それまでの大字西俣は廃止され、大字西俣の全域を以て新たに鹿児島市の町「西俣町」が設置された。

## 人口
以下の表は国勢調査による小地域集計が開始された1995年以降の人口の推移である。
| 年                 | 人口 |
| ------------------ | ---- |
| 1995年（平成7年）  | 554  |
| 2000年（平成12年） | 622  |
| 2005年（平成17年） | 608  |
| 2010年（平成22年） | 624  |
| 2015年（平成27年） | 540  |

## 文化財

### 市指定
- 西俣の八丁杵踊り（無形民俗文化財（民俗芸能））[26]
かつて西俣に存在していた諏訪神社の奉納踊りであり[27]、諏訪神社が小山田町の諏訪神社に合祀されて以降は廃れていたが、日露戦争後に復活した[28]。現在では花尾神社の例祭9月23日に奉納が行われている[29]。2005年（平成17年）3月31日に鹿児島市指定文化財となった[26][30]。

## 施設

### 公共
- 西有里研修館[7]

### 寺社
- 霧島神社[31]

## 小・中学校の学区
市立小・中学校に通う場合、学区（校区）は以下の通りとなる。
| 町丁   | 番・番地 | 小学校               | 中学校               |
| ------ | -------- | -------------------- | -------------------- |
| 西俣町 | 全域     | 鹿児島市立郡山小学校 | 鹿児島市立郡山中学校 |

## 交通

### 道路
主要地方道
- 鹿児島県道36号川内郡山線
- 鹿児島県道40号伊集院蒲生溝辺線

### バス
- 鹿児島交通
  - 56 鹿児島駅～岳
    - 平原

  - 57 鹿児島駅～伊集院～串木野
    - 西俣
- 鹿児島市コミュニティバス（あいばす、西俣・中心部コース）[33]
  - （月・水・金運行）
    - 西俣 - 北園 - 前田 - 開 - 西俣上 - 堂ノ上 - 大迫 - 平原
    - 山口田 - 西俣下

  - （火・木・土運行）
    - 雪元下 - 西雪元